# 羅馬什卡
48°29′38″N 28°5′51″E / 48.49389°N 28.09750°E
羅馬什卡（烏克蘭語：Ромашка）是位於烏克蘭西南部的村莊，由文尼察州裡莫希利夫-波季利斯基区的切爾尼夫齊市鎮負責管轄。該村始建於1962年，面積0.18平方公里，海拔高度197米，2001年人口13，人口密度每平方公里73.03人。